# Asumboa
L'asumboa (dit asubuo pels nadius) és una llengua gairebé extingida que es parla a l'illa d'Utupua, a la província més oriental de les illes Salomó. El 1999 només quedaven 10 parlants vius. L'asumboa és una de les llengües malaiopolinèsies.